# دوماجین سودنوم
دوماجین سودنوم (مغولی: Думаагийн Содном؛ زادهٔ ۱۴ ژوئیهٔ ۱۹۳۳) سیاستمدار اهل مغولستان است. وی از ۱۲ دسامبر ۱۹۸۴ تا ۲۱ مارس ۱۹۹۰ نخست‌وزیر این کشور بود.